# NGC 383
NGC 383 è una galassia lenticolare (di tipo S0) situata nella costellazione dei Pesci alla distanza di oltre 230 milioni di anni luce dalla Terra.
È una radiogalassia da cui vengono emessi due getti contrapposti di morfologia irregolare che sono alimentati dal disco di accrescimento di un buco nero supermassiccio posto al centro della galassia.
È la galassia dominante dell'omonimo Gruppo di NGC 383 costituito anche dalle galassie NGC 379, NGC 380, NGC 382, NGC 385, NGC 386, NGC 392 e NGC 410. Secondo l'Atlas of Peculiar Galaxies, elaborato da Halton Arp, NGC 375, NGC 379, NGC 380, NGC 382, NGC 383, NGC 384, NGC 385, NGC 386, NGC 387 e NGC 388 formerebbero una catena di galassie catalogata come Arp 331 (Pisces Chain). Tuttavia alcune di queste galassie hanno distanze marcatamente diverse e non potrebbero formare un vero e proprio gruppo. Il gruppo di NGC 383 è uno dei gruppi di galassie che formano l'Ammasso dei Pesci.
Nella galassia NGC 383 è stata individuata una supernova Ia catalogata come SN 2015ar.

## Galleria d'immagini

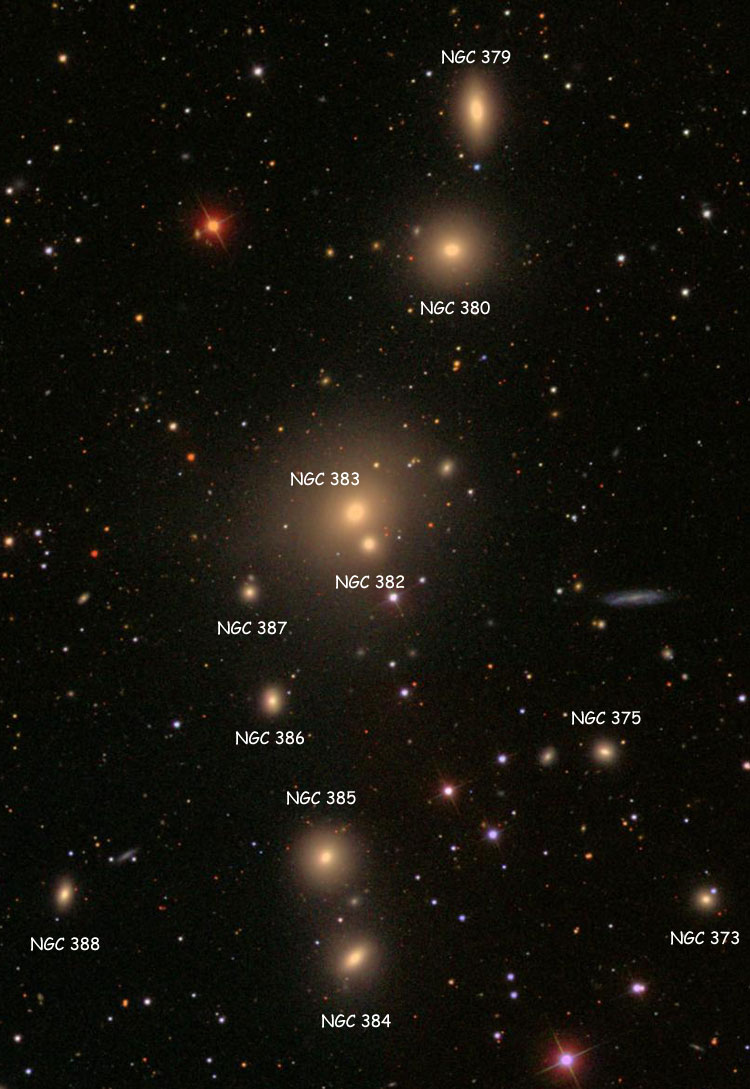
Arp 331
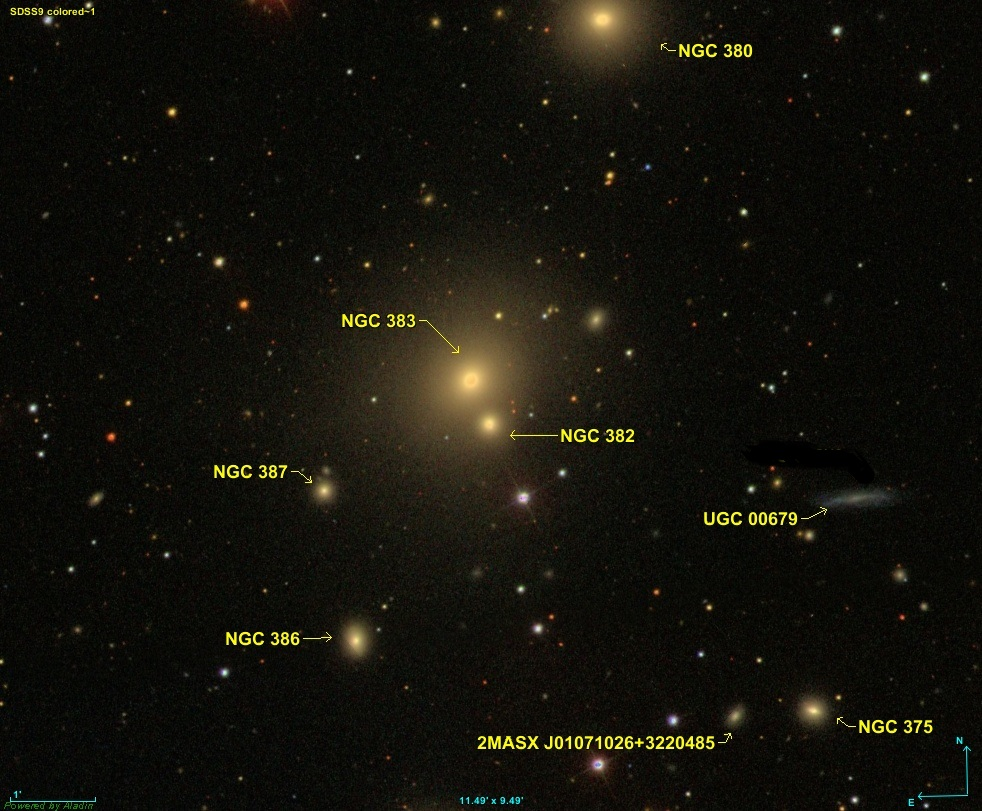
NGC 383 e le galassie vicine
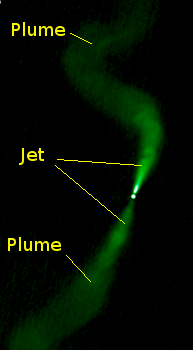
Getti relativistici emessi da 3C 31 (NGC 383)